# Pertek (district)
Pertek is een Turks district in de provincie Tunceli en telt 11.869 inwoners (2007). Het district heeft een oppervlakte van 945,0 km². Hoofdplaats is Pertek.

## Bevolking
De bevolkingsontwikkeling van het district is weergegeven in onderstaande tabel.
| De bevolkingsontwikkeling van het district tussen 1965 en 2020 |                  |                  |                  |                  |                  |                  |                  |                  |               |
| District                                                       | Bevolking (1965) | Bevolking (1975) | Bevolking (1985) | Bevolking (1990) | Bevolking (2000) | Bevolking (2010) | Bevolking (2020) | Aantal gemeenten | Aantal dorpen |
| Pertek                                                         | 22.993           | 22.550           | 21.449           | 18.833           | 13.199           | 11.158           | 11.065           | 1                | 45            |
| Tunceli (provincie)                                            | 154.175          | 164.591          | 151.906          | 133.143          | 93.584           | 76.699           | 83.443           | 9                | 364           |